# Episodi de Il dottor Kildare (quarta stagione)
La quarta stagione della serie televisiva Il dottor Kildare è stata trasmessa in anteprima negli Stati Uniti d'America dalla NBC tra il 24 settembre 1964 e il 13 maggio 1965.

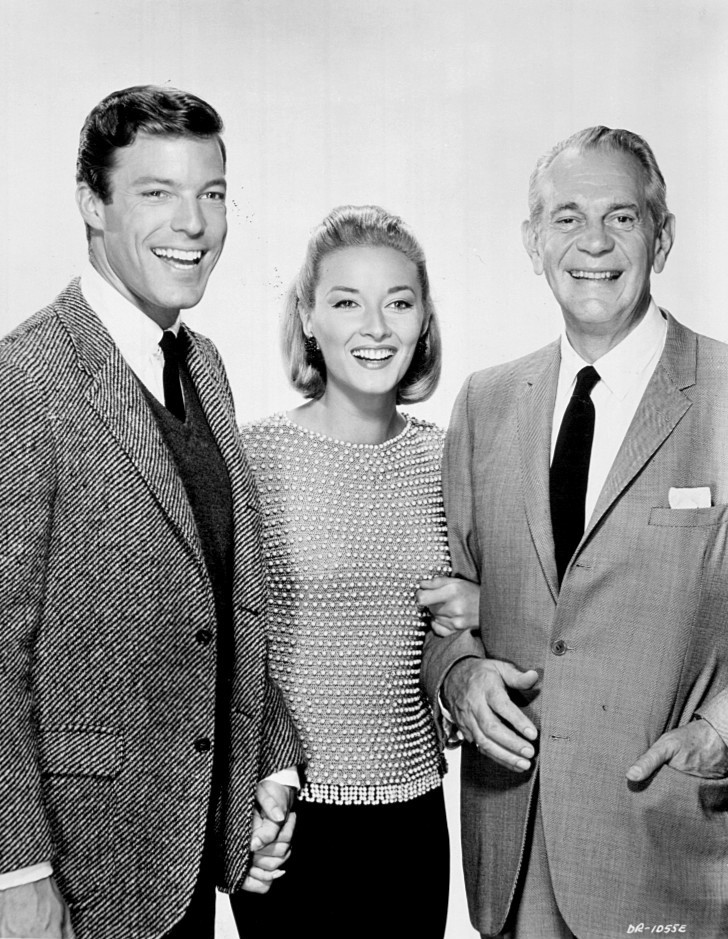
Foto pubblicitaria per l'episodio "Rome Will Never Leave You". Entrambi i dottori viaggiano a Roma, dove Kildare ha una storia d'amore con l'attrice Daniela Bianchi

.
| nº | Titolo originale                         | Titolo italiano | Prima TV USA      | Prima TV Italia |
| -- | ---------------------------------------- | --------------- | ----------------- | --------------- |
| 1  | Man Is a Rock                            |                 | 24 settembre 1964 |                 |
| 2  | Maybe Love Will Save My Apartment House  |                 | 1º ottobre 1964   |                 |
| 3  | The Hand That Hurts, the Hand That Heals |                 | 8 ottobre 1964    |                 |
| 4  | The Last Leaves on the Tree              |                 | 15 ottobre 1964   |                 |
| 5  | What's Different About Today?            |                 | 22 ottobre 1964   |                 |
| 6  | The Sound of a Faraway Hill              |                 | 29 ottobre 1964   |                 |
| 7  | A Candle in the Window                   |                 | 5 novembre 1964   |                 |
| 8  | Rome Will Never Leave You (Part 1)       |                 | 12 novembre 1964  |                 |
| 9  | Rome Will Never Leave You (Part 2)       |                 | 19 novembre 1964  |                 |
| 10 | Rome Will Never Leave You (Part 3)       |                 | 26 novembre 1964  |                 |
| 11 | The Elusive Dik-Dik                      |                 | 3 dicembre 1964   |                 |
| 12 | Catch a Crooked Mouse                    |                 | 17 dicembre 1964  |                 |
| 13 | An Exchange of Gifts                     |                 | 24 dicembre 1964  |                 |
| 14 | Never Is a Long Day                      |                 | 31 dicembre 1964  |                 |
| 15 | Lullaby for an Indian Summer             |                 | 7 gennaio 1965    |                 |
| 16 | Take Care of My Little Girl              |                 | 14 gennaio 1965   |                 |
| 17 | My Name Is Lisa, and I Am Lost           |                 | 21 gennaio 1965   |                 |
| 18 | Please Let My Baby Live                  |                 | 28 gennaio 1965   |                 |
| 19 | No Mother to Guide Them                  |                 | 4 febbraio 1965   |                 |
| 20 | A Marriage of Convenience                |                 | 11 febbraio 1965  |                 |
| 21 | Make Way for Tomorrow                    |                 | 18 febbraio 1965  |                 |
| 22 | A Miracle for Margaret                   |                 | 25 febbraio 1965  |                 |
| 23 | Do You Trust Your Doctor?                |                 | 4 marzo 1965      |                 |
| 24 | All Brides Should Be Beautiful           |                 | 11 marzo 1965     |                 |
| 25 | She Loves Me, She Loves Me Not (Part 1)  |                 | 18 marzo 1965     |                 |
| 26 | She Loves Me, She Loves Me Not (Part 2)  |                 | 25 marzo 1965     |                 |
| 27 | A Journey to Sunrise                     |                 | 1º aprile 1965    |                 |
| 28 | The Time Buyers                          |                 | 8 aprile 1965     |                 |
| 29 | Music Hath Charms                        |                 | 15 aprile 1965    |                 |
| 30 | Believe and Live                         |                 | 22 aprile 1965    |                 |
| 31 | A Reverence for Life                     |                 | 29 aprile 1965    |                 |
| 32 | Wings of Hope                            |                 | 13 maggio 1965    |                 |